# Адеркас (герб)
Адеркас (пол. Aderkas, Aderkass) — лівонський (інфлянтський) шляхетський герб, що належав родині, яка походила з Данії. Пізніше рід отримав баронський титул в Російській імперії.

## Історія
Першим представником роду 1277 року згадується лицар Йоганнес де Адрікас, васал Архієпископа Ризького в Лівонії.
Передбачається, що родове ім'я походить від назви феоду Адрікас, який знаходився в околицях замку Лемзаль. 1357 року Йоганн фон Адеркас був наділений леном Кадфер. 1491 році Арнт фон Адеркас придбав маєток Бістервольде, землі якого знаходилися у володінні роду до конфіскації 1920 року.
Від 1441 рід володів також маєтками в Естляндії. З них володіння Саллаеггі і Пенніеггі були подаровані Фабіану фон Адеркасу шведським королем Густавом Адольфом за вірну службу.
Від 1725 по 1919 Адеркасам належав маєток Пейдегоф на острові Езель де представники роду були піклувальниками двох церков і займали високі адміністративні посади.
Представники роду служили Данській, Шведській, Польській, Прусській та Російській коронам.

## Опис
У золотому полі чорний орел з піднятими крилами і червоним язиком стоїть лівою ногою на пагорбі, голова і хвіст повернуті ліворуч, у клейноді три чорні страусові пера. Намет чорний, підбитий золотом.

## Відомі представники
- Юрґен (1603–1631), шведський полковник, загинув в битві під Брейтенфельдом.
- Фабіан (до 1605–1683), шведський генерал-майор (1659). Власник маєтків у Ліфляндії і Естляндії.
- Фрідріх Вільгельм Карл (1767–1843), військовий фахівець, професор Дерптського університету.
- Еммануїл Богданович (Готхард Еммануель) (1773–1861), барон, таємний радник, дипломат.
- Борис Антонович (Беренд Отто) (1775–1831), генерал-майор, дійсний статський радник. Псковський і Воронезький губернатор.
- Андрій Антонович (Генріх Отто) (1770–1840), генерал-квартирмейстер, генерал-лейтенант, учасник Наполеонівських воєн.
- Георгій Васильович (1804–1858), генерал-лейтенант, командир Лейб-гвардії Гродненського гусарського полку, учасник російсько-польської війни 1830-1831 років.
- Карл Володимирович (Карл Вільгельм Оттокар) (1806–1869), полковник, дійсний статський радник.
- Еммануїл Вікторович (Еммануель Вольдемар Оттокар Александер) (1845–1898), генерал-майор, учасник Середньоазійських походів.
- Оттокар Карлович (Еммануель Гуго Ойґен Оттокар) (1859–1921), таємний радник, видавець журналу «Російський сліпець».